# Куусалу (деревня)
Ку́усалу (эст. Kuusalu) — деревня в волости Куусалу уезда Харьюмаа, Эстония. 

## География и описание
Расположена в 30 километрах к востоку от Таллина. Расстояние до волостного центра — посёлка Куусалу — около километра. Высота над уровнем моря — 32 метра.
Климат умеренный. Официальный язык — эстонский. Почтовые индексы: 74601, 74609 (до востребования).

## Население
По данным переписи населения 2021 года, в Куусалу проживали 254 человека, из них 249 (98,4 %) — эстонцы.
По данным переписи населения 2011 года в деревне насчитывалось 259 жителей, из них 253 человека (97,7 %) — эстонцы.
Численность населения деревни Куусалу по данным переписей населения:
| Год  | 1959 | 1970  | 2000  | 2011  | 2021  |
| ---- | ---- | ----- | ----- | ----- | ----- |
| Чел. | 111  | ↗ 241 | ↘ 192 | ↗ 259 | ↘ 254 |

## История
Деревня Куусалу впервые упоминается в Датской поземельной книге 1241 года (Kusala). В источниках 1290 года упоминается Kusele, 1418 года Kusal, 1693 года — Kuhsall, 1732 года — Kusallo. Древнее поселение железного века находилось недалеко от нынешнего посёлка Куусалу, на краю болотистой местности. Это место было частично изучено во время строительства дорожного узла.
В 1290 году деревня была владением монастыря Guthvalia, до начала XVII века принадлежала мызе Кольк (Колга), затем Якоб де ла Гарди (Jacob de la Gardie), который с 1614 года был также и владельцем мызы Кида (Кийу), перевёл деревню Куусалу в подчинение мызы Кида.
В 1977–1997 годах деревня Куусалу являлась частью посёлка Куусалу, затем была восстановлена в статусе самостоятельной деревни.

## Инфраструктура
В деревне есть средняя школа и стадион. Расположение в непосредственной близости к посёлку Куусалу даёт возможность жителям деревни пользоваться всеми услугами, предоставляемыми в волостном центре.

## Достопримечательности
Природоохранные объекты: жертвенный Камень Четырёх королей, жертвенный дуб Тюливере и сосняк Вынси. Дуб Тюливере внесён в Государственный регистр памятников культуры Эстонии.

## Галерея

Деревня Куусалу
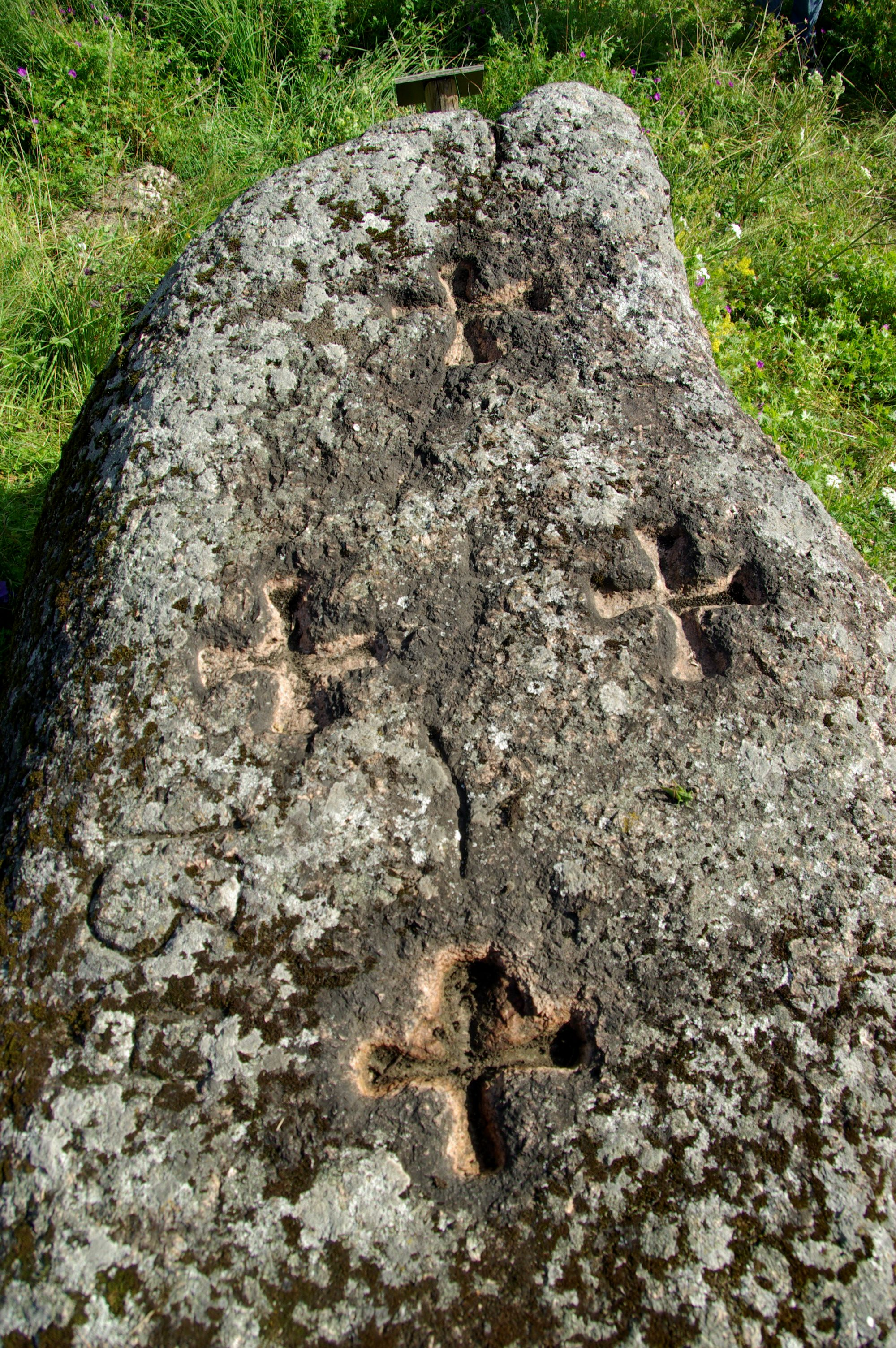
«Камень Четырёх королей»
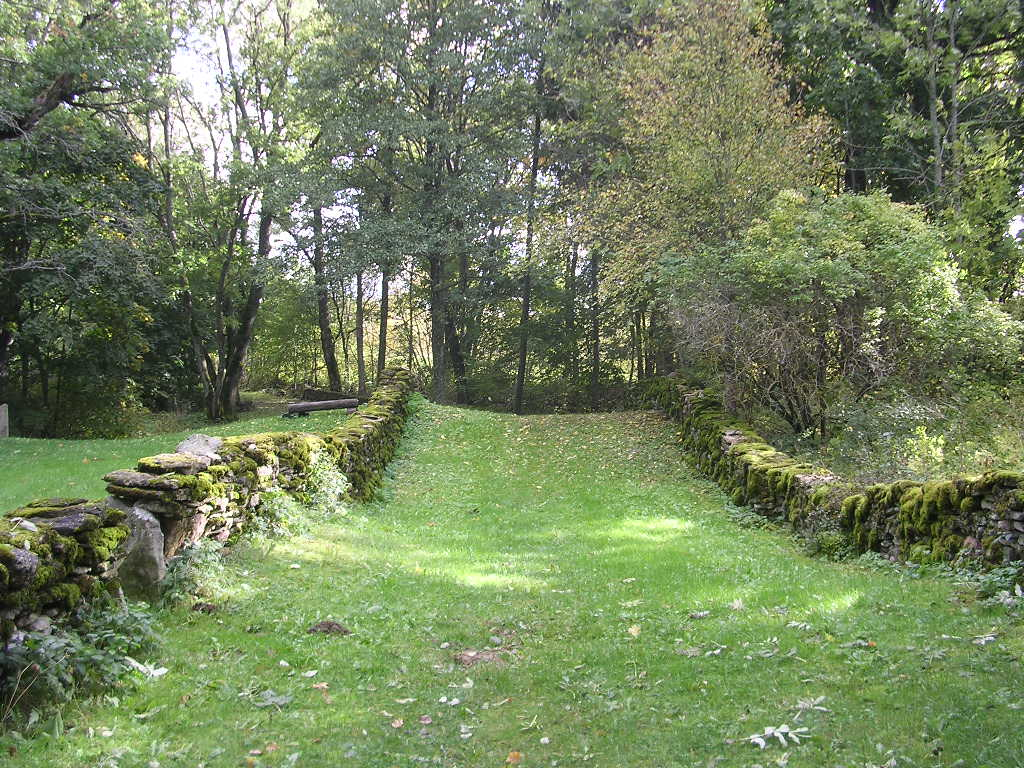
Тюливере
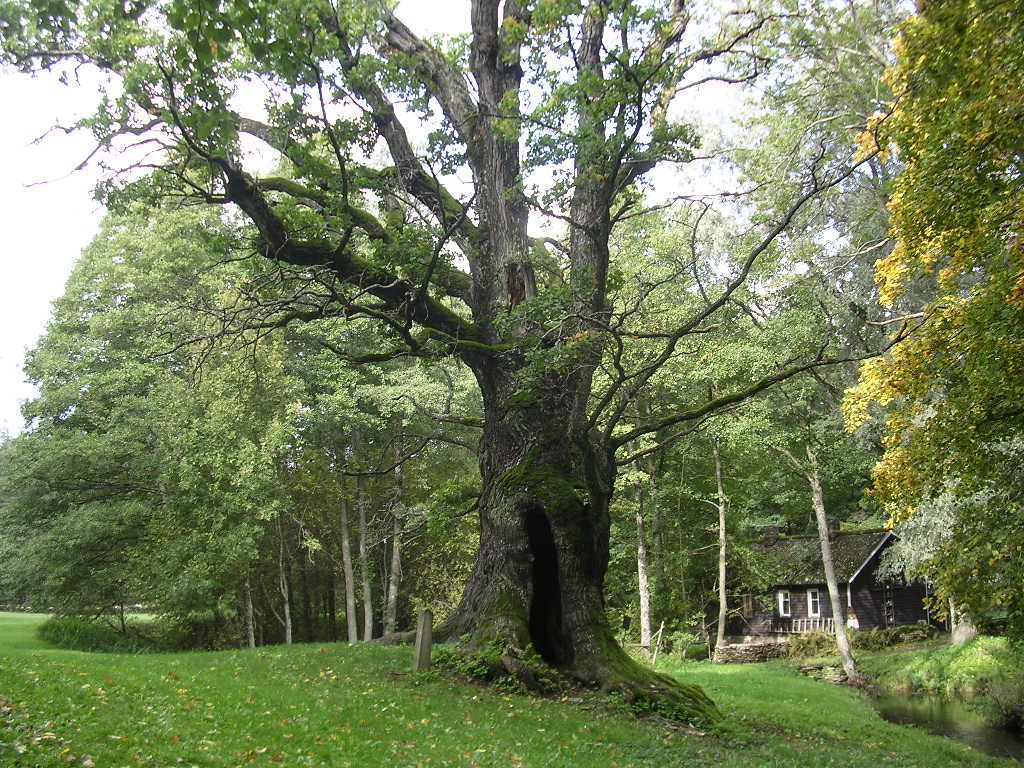
Дуб Тюливере
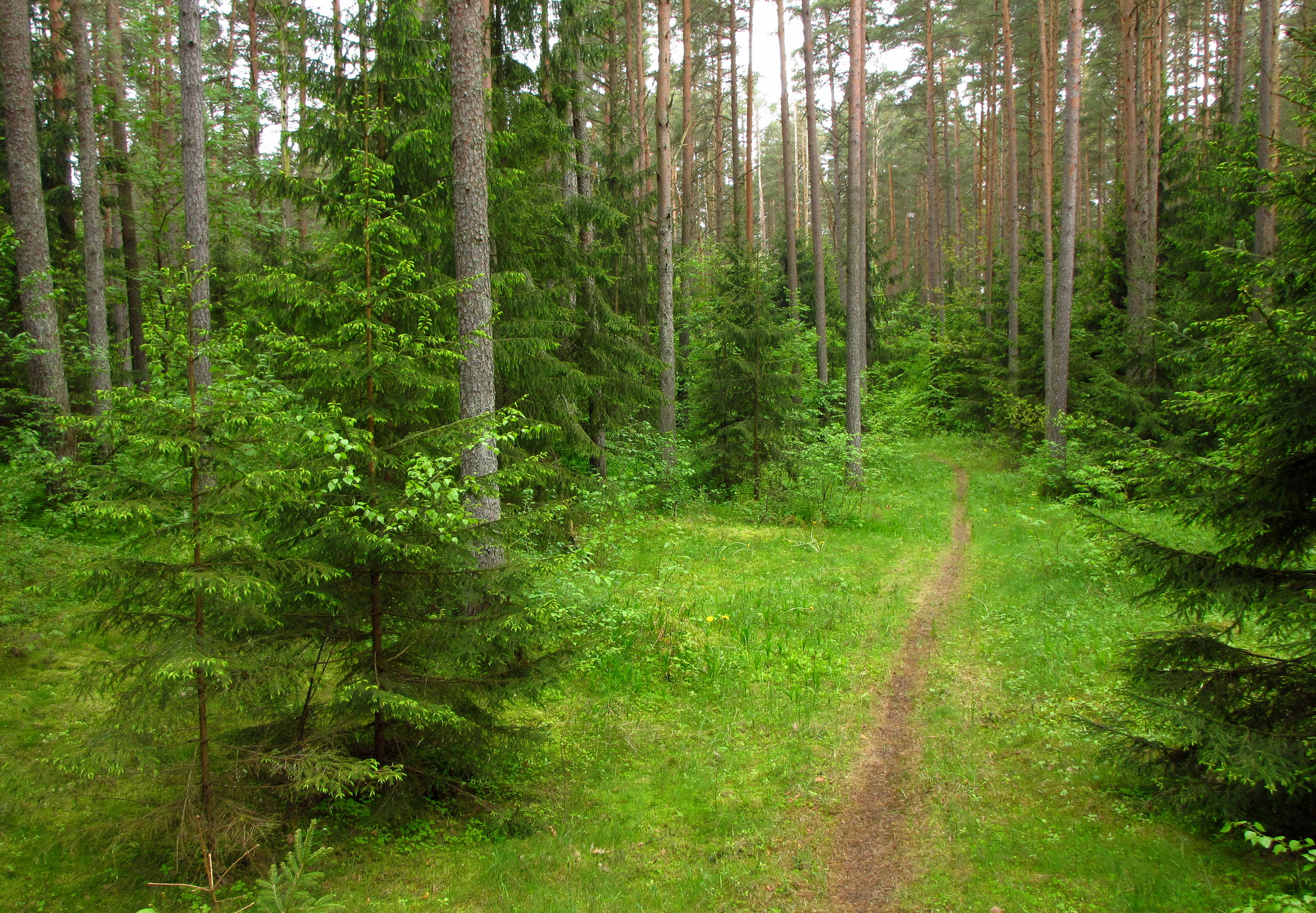
Сосняк Вынси